# Latarsha Rose
Latarsha Rose (* in Brooklyn, New York City, New York) ist eine US-amerikanische Schauspielerin, vor allem bekannt durch ihre Rolle der Portia im Film Die Tribute von Panem – The Hunger Games.

## Leben und Karriere
Die aus Brooklyn stammende Latarsha Rose besuchte die Georgetown University. Dort machte sie erste Erfahrungen mit der Schauspielerei und arbeitete an mehreren Theaterproduktionen mit.
Latarsha Roses Karriere begann bereits im Jahr 2000 mit einem Gastauftritt in Law & Order. Diesem folgten zahlreiche weitere Auftritte in Serien wie CSI: NY (2004), Bones – Die Knochenjägerin (2009) sowie All My Children (2010). Ihren Durchbruch erlangte Rose allerdings erst mit der Rolle der Portia im Film Die Tribute von Panem – The Hunger Games, welche auf dem Buch Die Tribute von Panem – Tödliche Spiele von Suzanne Collins basiert. Im selben Jahr folgte noch ein Auftritt in der ABC-Serie Revenge, bevor sie 2013 in der Pilotfolge zur Serie Being Mary Jane die Rolle der Dr. Lisa Hudson innehatte. Diese Rolle wird sie auch in der Serie verkörpern.

## Filmografie (Auswahl)
- 2000: Law & Order (Fernsehserie, Folge 10x17)
- 2003: Law & Order: Special Victims Unit (Fernsehserie, Folge 4x16)
- 2004: CSI: NY (Fernsehserie, Folge 1x03)
- 2006: Windfall (Fernsehserie, 2 Folgen)
- 2008: Swingtown (Fernsehserie, 3 Folgen)
- 2008: Uninvited
- 2009: Bones – Die Knochenjägerin (Bones, Fernsehserie, Folge 4x24)
- 2009: CSI: Miami (Fernsehserie, Folge 8x02)
- 2010: All My Children (Fernsehserie)
- 2011: The Cape (Fernsehserie, Folge 1x03)
- 2012: Die Tribute von Panem – The Hunger Games (The Hunger Games)
- 2012: Revenge (Fernsehserie, Folge 2x03)
- 2013–2015: Being Mary Jane (Fernsehserie, 19 Folgen)
- 2016: Cora (Kurzfilm)
- 2018: Holly Day
- 2018: Into the Dark (Fernsehserie, Folge 1x03)
- 2019: Holiday for Heroes (Fernsehfilm)
- 2019–2020: The L Word – Generation Q  (Fernsehserie, 5 Folgen)